# Charles Zentai
Charles Zentai właściwie Károly Steiner (ur. 8 października 1921, zm. 13 grudnia 2017) – nazistowski zbrodniarz wojenny pochodzenia węgierskiego, chorąży armii węgierskiej w czasie II wojny światowej, później zamieszkały w Australii, oskarżany o zbrodnię wojenną dokonaną w ramach Holocaustu.
W 2004 r. ustalono, iż obecnie mieszka w Perth, w Australii. Znajduje się na Liście poszukiwanych zbrodniarzy nazistowskich Centrum Szymona Wiesenthala. Próbę ekstradycji Zentaia podjęły Węgry, jednak Sąd Najwyższy Australii orzekł dnia 15 sierpnia 2012 r., że 90-letni Zentai nie może być wydany Węgrom, ponieważ przestępstwo "zbrodni wojennej" nie istniało w prawie węgierskim obowiązującym w 1944 r.